# Myzostoma tentaculatum
Myzostoma tentaculatum is een ringworm uit de familie Myzostomatidae.
Myzostoma tentaculatum werd in 1940 voor het eerst wetenschappelijk beschreven door Jägersten.